# Neopetrobia hilariae
Neopetrobia hilariae är en spindeldjursart som beskrevs av Frank Jason Smiley och Baker 1995. Neopetrobia hilariae ingår i släktet Neopetrobia och familjen Tetranychidae. Inga underarter finns listade i Catalogue of Life.